# Барсов, Виктор Наумович
Виктор Наумович Барсов (2 февраля 1928, Полтава — декабрь 2001, Московская область) — советский и российский музыкант, дирижёр, педагог, народный артист РСФСР (1991).

## Биография
Виктор Наумович Барсов родился 2 февраля 1928 года в Полтаве. После Великой Отечественной войны окончил Харьковское музыкальное училище (класс фортепиано). Затем окончил Харьковскую консерваторию. После этого получил дирижёрское образование во Львовской консерватории.
С 1958 года работал в Государственном народном оркестре Белоруссии. С 1965 года был главным дирижёром симфонического оркестра Иркутской государственной филармонии. В 1970—1972 годах преподавал в оперном классе Свердловской государственной консерватории. 
В декабре 1972—1983 годах был главным дирижёром Ярославского государственного симфонического оркестра. Здесь впервые прозвучали скрипичные концерты Дмитрия Шостаковича и Тихона Хренникова. В то время в Ярославль приезжали Мстислав Ростропович, Галина Вишневская, Леонид Коган, Эмиль Гилельс, Станислав Нейгауз. Организовал в Ярославле фестиваль оперной музыки имени Собинова. Это время вошло в историю музыкальной культуры Ярославля как «эпоха Барсова». В 1983 году покинул Ярославль из-за противостояния со стороны оркестрантов. 
В 1983 году перешёл в Кемерово руководить симфоническим оркестром. С 1984 года работал главным дирижёром и художественным руководителем симфонического оркестра Кузбасса, в котором расширил репертуар оркестра, много гастролировал. Создал с оркестром циклы «Концерты при свечах», «Концерты-игры для детей». 
Позже работал в Москве, в оркестре Павла Когана. Переехав в Москву, стал жертвой мошенников, остался без жилья и без денег. В результате перенесенного инсульта был частично парализован. В последние годы жил в Подмосковье у знакомых. 
Умер в конце декабря 2001 года.

## Награды и премии
- Заслуженный деятель искусств РСФСР (1979).
- Премия Кузбасса (1987).
- Народный артист РСФСР (1991)[2].